# Gubavac (Korčula)
Koordinati:   42°55′56″N, 17°11′01″E
Gubavac je majhen nenaseljen otoček v Jadranskem morju. Pripada Hrvaški.
Otoček leži okoli 2 km severovzhodno od naselja Lumbarda na otoku Korčula. Njegova površina meri 0,41 km². Dolžina obalnega pasu je 0,97 km.
Najvišja točka na otočku doseže višino 8 mnm.